# Псусеннес I
Псусеннес I (Аахеперра Псусеннес I Сетепенамон) — третий ливийский фараон XXI династии Древнего Египта, правивший около 1039—993 года до н. э. (ранее он, а не Аменемопет, считался прямым предшественником Шешонка I).
Внук фараона Рамсеса XI, сын верховного жреца Амона Пинеджема I и принцессы Дуатхатхор-Хенеттави. Разные источники, цитирующие Манефона, отводят ему от 41 до 46 лет правления. Для согласования длительности Третьего переходного периода иногда считается, что Псусеннес правил не 41, а 51 год. Это подтверждают и две надписи 49 года правления фараона.
Гробница Псусеннеса I была открыта в 1940 году экспедицией, возглавляемой Пьером Монте. По ценности сохранившихся в ней изделий она уступает лишь знаменитой гробнице Тутанхамона.
Секст Африкан, цитируя Манефона, указывал, что Псусеннес I правил в течение 46 лет. Однако Евсевий Кесарийский (из Георгия Синкелла и армянская версия «Хроники»), ссылаясь на того же Манефона, сообщал о том, что Псусеннес царствовал 41 год.